# Symboles nationaux du Canada
Les symboles nationaux du Canada sont l'ensemble des symboles nationaux (en) qui représentent les Canadiens et leur culture. Ces symboles incluent le drapeau national, la Charte canadienne des droits et libertés et la feuille d'érable.

## Symboles prédominants
Un sondage mené par Statistique Canada en 2013 a identifié que 90% des Canadiens croient que le drapeau national et la Charte canadienne des droits et libertés sont les symboles les plus importants de l'identité canadienne suivis par l'hymne national Ô Canada, la Gendarmerie royale du Canada et le hockey sur glace. Un sondage similaire mené en 2008 par Ipsos-Reid a indiqué que la feuille d'érable est l'item principal qui définit le Canada suivi par le hockey sur glace, le drapeau national, le castor, le bras canadien, la Fête du Canada et les opérations de maintien de la paix des Forces armées canadiennes.
D'autres symboles prédominants incluent la devise nationale « A mari usque ad mare » (« D’un océan à l’autre »), la crosse, la bernache du Canada, le cheval canadien, les Rocheuses canadiennes et la colline du Parlement. Des symboles issus des cultures autochtones tels que les mâts totémiques et les inuksuks sont également de plus en plus importants.

### Feuille d'érable
La feuille d'érable est le symbole du Canada le plus connu. Elle a d'abord été utilisée par les colons français dans les années 1700. Depuis les années 1850, sous le règne britannique, la feuille d'érable a été utilisée sur les uniformes militaires et, par la suite, gravée sur les pierres tombales des soldats ayant servi au sein des Forces armées canadiennes.
La feuille d'érable occupe une place prédominante sur les drapeaux nationaux actuel et précédent ainsi que dans les armoiries du Canada. De plus, la feuille d'érable était présente sur les pièces de 1 cent jusqu'à celles-ci soient abolies en 2013.
Le tartan officiel du Canada, connu sous le nom de « tartan de la feuille d'érable », comprend quatre couleurs qui reflètent les couleurs de la feuille d'érable à travers les saisons, passant du vert l'été, à l'or à l’automne, au rouge lors du premier gel et au brun après avoir sa chute.

## Symboles officiels
Au cours de son histoire, le gouvernement du Canada a adopté différents symboles officiels pour le Canada.
| Symbole                                                                                                  | Image | Notes                                                                                                |
| --- | ----- | --- |
| Castor                                                                                                   |       | Adopté comme emblème officiel du Canada le 24 mars 1975.                                             |
| Armoiries du Canada                                                                                      |       | Les armoiries du Canada sont décrites dans une proclamation royale du 21 novembre 1921.              |
| Tartan de la feuille d'érable                                                                            |       | Adopté comme symbole officiel le 9 mars 2011.                                                        |
| Érable                                                                                                   |       | Reconnu comme emblème arboricole du Canada en 1996.                                                  |
| Ô Canada                                                                                                 |       | Proclamé hymne national le 1er juillet 1980. Note : God Save the King est utilisé comme hymne royal. |
| Drapeau du Canada                                                                                        |       | Adopté en 1965.                                                                                      |
| Cheval canadien                                                                                          |       | Décrété comme race nationale en 1909 et devenu cheval national du Canada en mai 2002.                |
| Sports nationaux : hockey sur glace comme sport national d'hiver et la crosse comme sport national d'été |       | Adoptés officiellement le 12 mai 1994.                                                               |
| Couleurs nationales : rouge et blanc                                                                     |       | Couleurs officielles depuis la proclamation des armoiries en 1921.                                   |